# Aleksandr Fëdorov
Aleksandr Sergeevič Fëdorov (in russo Александр Сергеевич Фёдоров?; Sebastopoli, 26 gennaio 1981) è un pallanuotista russo di ruolo portiere, vincitore di una medaglia di bronzo ad Atene 2004, oltre ad una World League ed una Coppa del Mondo.
Ha legato la sua carriera allo Spartak Volgograd, club con cui gioca dal 1998 e con cui ha conquistato dieci campionati russi, dieci Coppe di Russia e una LEN Euro Cup.

## Palmarès
- Campionato russo: 10

Spartak: 2003, 2004, 2010, 2011, 2012, 2013, 2014, 2015, 2016, 2017
- Coppa di Russia maschile: 10

Spartak: 2000, 2001, 2002, 2003, 2004, 2007, 2009, 2012, 2013, 2015
- Coppe LEN: 1

Spartak: 2014